# Glypta mutica
Glypta mutica là một loài tò vò trong họ Ichneumonidae.